# 疾病及び関連保健問題の国際統計分類

WHOの旗

疾病及び関連保健問題の国際統計分類（しっぺいおよびかんれんほけんもんだいのこくさいとうけいぶんるい、略称：国際疾病分類、英語: International Statistical Classification of Diseases and Related Health Problems、英語略称: International Classification of Diseases、ICD）は、世界保健機関（WHO）が死因や疾病の国際的な統計基準として公表している分類である。死因や疾病の統計などに関する情報の国際的な比較や、医療機関における診療記録の管理などに活用されている。
現在の最新版は、2019年5月28日に世界保健総会で採択された第11版であり、ICD-11として知られている。日本では厚生労働省の「社会保障審議会統計分科会疾病、傷害及び死因分類部会」において、和訳と日本での適用について検討がされており、 2024年3月時点でも作業中である。
なお、前版のICD-10については、分類はアルファベットと数字により符号化されており、最初のアルファベットが全21章から成る大分類（Uを除く）、続く数字が中分類を表している。また、ICD-10は後に2007年版として改定が行われている。最新版は2016年改訂版であるが、2024年9月現在、厚生労働省のウェブサイトでは2013年改訂版までが公開されている。

## 沿革
ICDの原型は、1853年にブリュッセルで開催された第一回国際統計会議において、ファーとデスピン(Marc d'Espine)が死因の国際分類作成を委託されたことにはじまる。1860年にはフローレンス・ナイチンゲールがロンドンでの国際統計会議において、傷病の統計調査を提案した。1893年には統計学者のジャック・ベルティヨンがシカゴで開催された国際統計会議で「死因に関するベルティヨン分類」を発表した。この分類は多くの国で利用され、1898年からはアメリカ公衆衛生協会（APHA）もこの分類の利用を提唱しはじめ、1900年に国際会議が開催され、第1回国際死因分類が制定された。
以降、9版まではほぼ10年ごとに改訂がされている。10版までは採択まで15年かかっている。第7版からは死因だけでなく疾病の分類が加えられ、医療機関における医療記録の管理に使用されるようになった。「基本分類表」は3年ごとの「大改正」と、毎年行われる「小改正」に分けて改正され、基本分類表に影響を与えない「索引」は毎年改正される。これまで第6回、第8回、第10回に大きな内容の変更を伴う改訂が行われている。

## ICD-10
各章の一覧を示す。
| 章 | ICDコード | 分類見出し                                                   |
| -- | --------- | ------------------------------------------------------------ |
| 1  | A00 - B99 | 感染症・寄生虫症                                             |
| 2  | C00 - D48 | 新生物                                                       |
| 3  | D50 - D89 | 血液・造血器疾患および免疫機能障害                           |
| 4  | E00 - E90 | 内分泌・栄養・代謝疾患                                       |
| 5  | F00 - F99 | 精神および行動の障害                                         |
| 6  | G00 - G99 | 神経系の疾患                                                 |
| 7  | H00 - H59 | 眼および付属器の疾患                                         |
| 8  | H60 - H95 | 耳および乳様突起の疾患                                       |
| 9  | I00 - I99 | 循環器系疾患                                                 |
| 10 | J00 - J99 | 呼吸器系疾患                                                 |
| 11 | K00 - K93 | 消化器系疾患                                                 |
| 12 | L00 - L99 | 皮膚・皮下組織疾患                                           |
| 13 | M00 - M99 | 筋骨格系・結合組織疾患                                       |
| 14 | N00 - N99 | 腎尿路生殖器系疾患                                           |
| 15 | O00 - O99 | 妊娠・分娩・産褥                                             |
| 16 | P00 - P96 | 周産期疾患                                                   |
| 17 | Q00 - Q99 | 先天奇形、変形および染色体異常                               |
| 18 | R00 - R99 | 症状・徴候・異常臨床所見・異常検査所見で他に分類されないもの |
| 19 | S00 - T98 | 損傷、中毒およびその他の外因の影響                           |
| 20 | V01 - Y98 | 傷病および死亡の外因                                         |
| 21 | Z00 - Z99 | 健康状態に影響を及ぼす要因および保健サービスの利用           |
| 22 | U00 - U99 | 特殊目的用コード                                             |

## 利用
日本語圏でのICD-10対応の分類方式は財団法人医療情報システム開発センター（MEDIS-DC）が開発する「標準病名マスター」で、2013年版の大分類・中分類・小分類の約7万コードの全てに対応している。
精神医学の領域においては、ICD-10はアメリカ精神医学会 (APA) の定めた『精神障害の診断と統計マニュアル』第4版 (DSM-IV) と並び、代表的な診断基準のひとつとして使用される。
なお、新生物 (C00 - D48) については、組織型の分類である「国際疾病分類 腫瘍学 ICD-O」が併用される。

### 省庁等における利用
厚生労働省は、統計法に基づく患者調査にICD-10分類を用いてはいるが、部分的には中分類項目のみの統計となっている。
診療報酬明細書に記載される疾病名は社会保険診療報酬支払基金が管理する傷病名マスターに基づくもので、ICD-10との連携が図られてはいるが2018年6月の時点では25,695項目であり、また厚労省にはICD-10には対応していない120項目のみの疾病コード表がある。
また総務省統計委員会は2014年11月、別の「疾病、傷害及び死因の統計分類」を統計基準として採用した。高市早苗総務大臣の諮問資料によれば「疾病分類表」はICD-10からすれば主に中分類のみに対応するもので、また特に「死因分類表」の項目は僅か133項目で過労死や地震等の原因は調査されず、ICD-10の約900項目の足元にも及ばないが、統計委員会委員長西村清彦に受諾され統計法第28条の「統計基準」として採用された。統計法は、各省庁の長が基幹統計調査を行おうとするときは、使用する統計基準については総務大臣の承認を受けなければならないとしている。